# USS America (LHA-6)
Pour les autres navires du même nom, voir USS America.
L'USS America (LHA-6) est un navire d'assaut amphibie, premier navire de la classe America de l'United States Navy. Il s'agit du quatrième navire de la flotte américaine à porter le nom d'America.
Il remplace l'USS Peleliu (LHA-5) de la classe Tarawa durant l'automne 2014. Son rôle est alors celui d'un vaisseau amiral devant conduire un groupe expéditionnaire lors d'une opération, groupe transportant une  Marine Expeditionary Unit, une unité des forces expéditionnaires du corps des Marines.
Son architecture est basée sur celle de l'USS Makin Island (LHD-8) de la classe Wasp mais ne comprend toutefois pas de radier inondable et des installations médicales plus petites pour permettre un volume consacré aux aéronefs plus grands.

## Construction

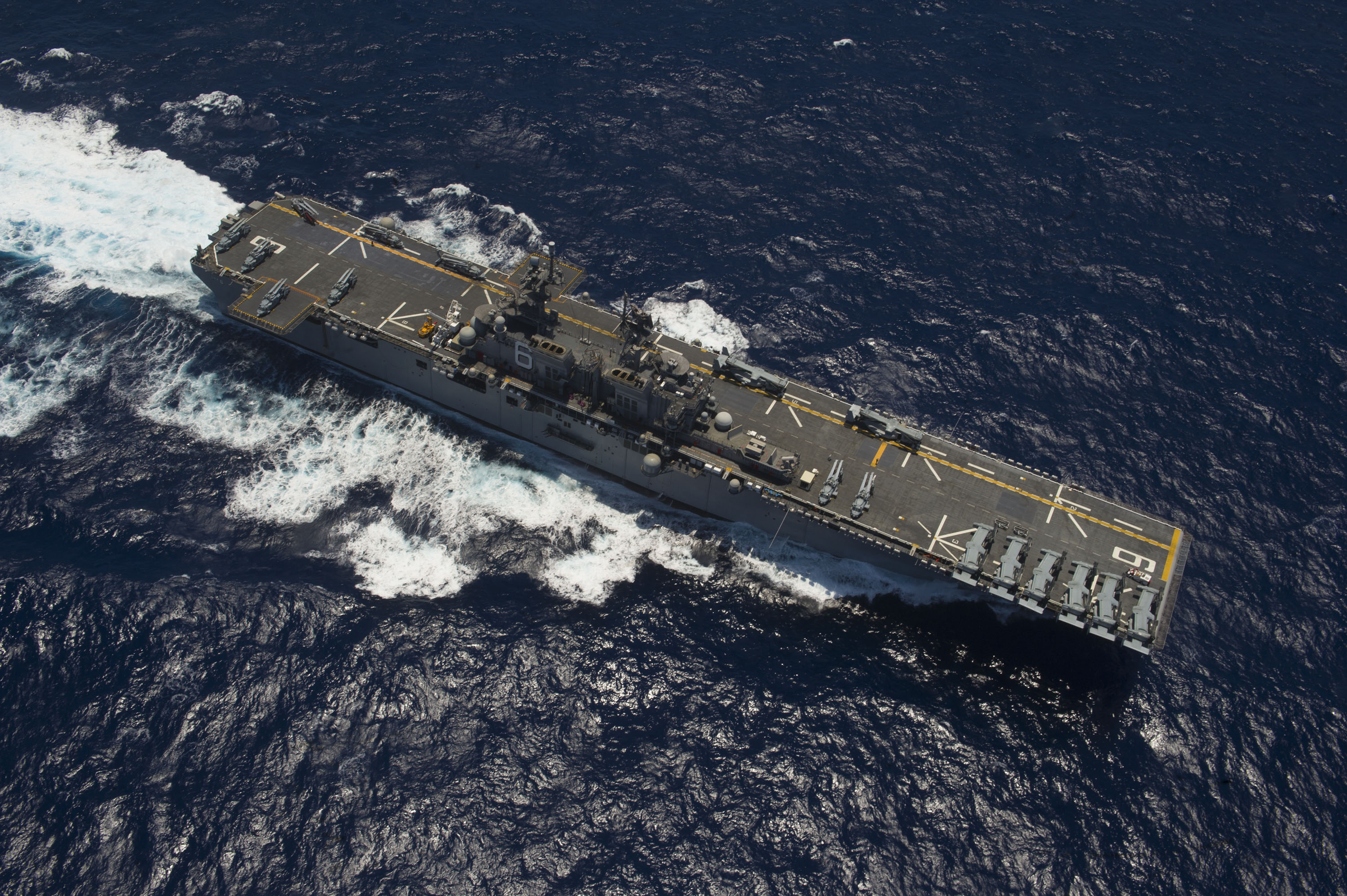
LAmerica lors l'exercice RIMPAC 2016 avec 8 MV-22 Osprey et 9 SH-60 Seahawk sur le pont d'envol.

La commande de l'America fut réalisée auprès du chantier naval Ingalls de Pascagoula, dans le Mississippi pour 2,4 milliards de dollars. La production fut décidée en janvier 2006, près de trois ans avant le début de la construction en décembre 2008. En juin de la même année, le secrétaire de la Navy, Donald C. Winter avait déclaré que le LHA-6 serait nommé America. La quille fut posée le 17 juillet 2009 avec une date estimée de livraison pour août 2012. L'USS America fut lancé le 4 juin 2012 et baptisé le 20 octobre.
Début 2014, il fut indiqué que l'America devrait entrer en service à l'automne 2014, à la base navale de San Diego qui constituera son premier port d'attache. Le 5 novembre 2013, il a pris la mer pour des essais de cinq jours sous la supervision du constructeur dans le golfe du Mexique. D'autres essais en mer se terminèrent en février 2014. Il est officiellement commissionné le 11 octobre 2014.

## Service

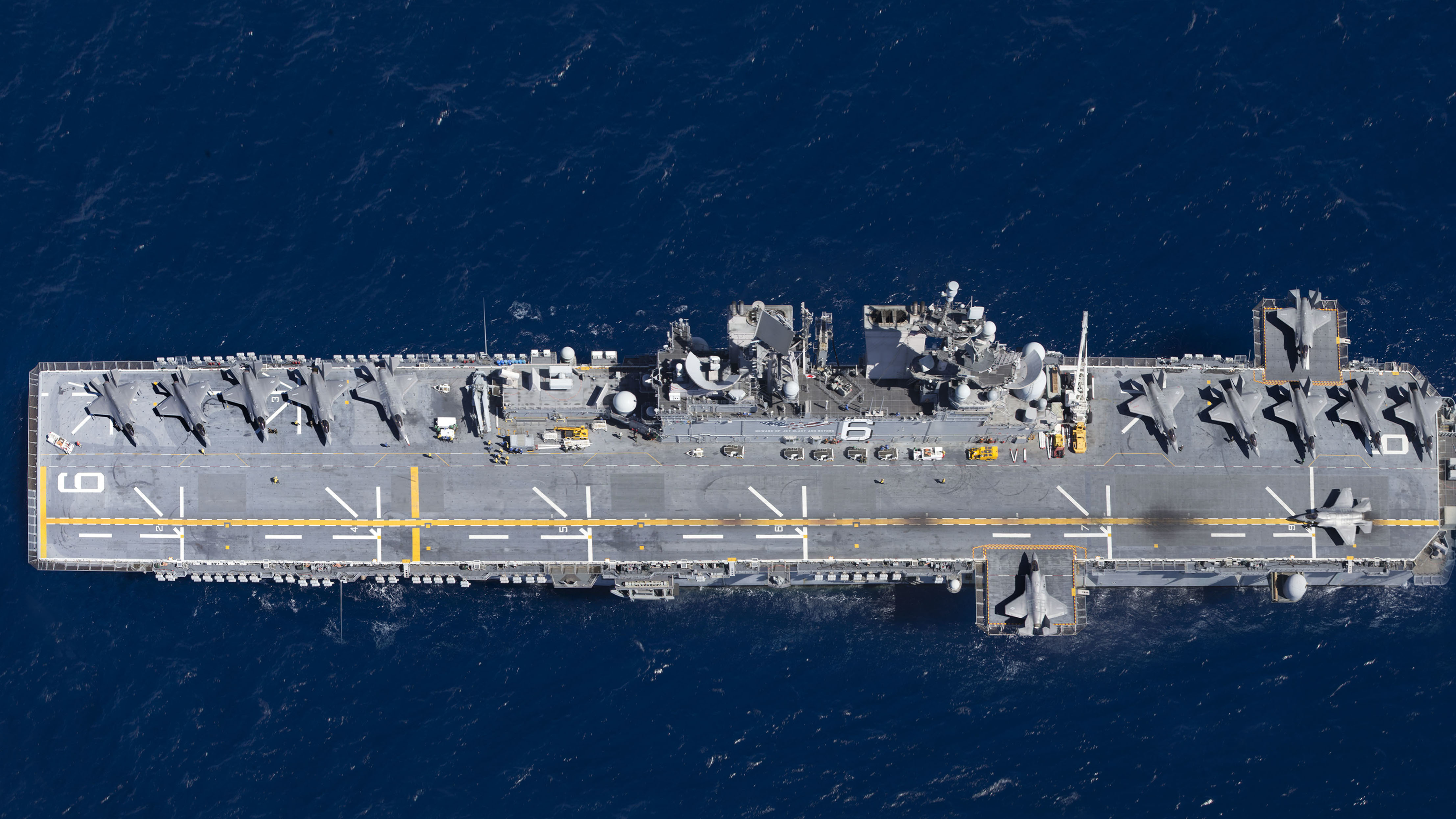
Treize F-35B de la VMFA-122 sur le navire le 8 octobre 2019.

Entre octobre et novembre 2016, l'USS America accueille sept F-35B pour trois semaines de tests en conditions réelles. La mise en service du F-35B est prévue courant 2017 pour un premier déploiement à bord de l'USS Wasp (LHD-1)

## Culture populaire
- Dans le roman La Flotte fantôme, l'USS America est le navire amiral de ce qui reste de la Flotte du Pacifique après l'invasion chinoise de l'île de Hawaï, chargé de mener la contre-offensive pour libérer l'île.